# 3 септември
3 септември е 246-ият ден в годината според григорианския календар (247-и през високосна). Остават 119 дни до края на годината.

## Събития
- 301 г. – Сан Марино получава независимост от Римската империя.
- 590 г. – Григорий I е избран за римски папа.
- 1189 г. – Ричард Лъвското сърце е коронован за крал на Англия в Уестминстър.
- 1260 г. – Води се Битката при Айн Джалут.
- 1651 – Битка при Вустер (Англия), в която Оливър Кромуел разбива Чарлз II и завладява Шотландия
- 1783 г. – Подписан е Парижкия мир между Великобритания и 13 нейни северноамерикански колонии, с който се слага край на Американската война за независимост.
- 1791 г. – Френското законодателно събрание приема първата френска конституция.
- 1843 г. – Въстание в Атина довело до приемането на първата гръцка конституция.
- 1877 г. – Руско-турска война (1877-1878): Битка при Ловеч: Руските войски превземат града за втори път.
- 1877 г. – Руско-турска война (1877 – 1878): Румънският княз Карол I е назначен за главнокомандващ на руско-румънските части при Плевен.
- 1878 г. – Край бреговете на Англия потъва корабът „Принцеса Алиса“, в резултат на което загиват 645 души.
- 1901 г. – Четници на Яне Сандански и Христо Чернопеев отвличат протестантската мисионерка мис Елен Стоун и бременната Катерина Цилка за откуп от 100 000 щатски долара.
- 1903 г. – Вселенският патриарх Йоаким III с послание настоява Турция възможно най-бързо да потуши въстанието и да възстанови реда в Македония.
- 1905 г. – В Барселона по време на военноморски парад при бомбен взрив загиват около 30 души.
- 1914 г. – Започва понтификата на папа Бенедикт XV.
- 1916 г. – Първата световна война: В битката при Кочмар и Гешаново конната дивизия на ген. Иван Колев удържа бляскава победа над румънските армейски части.
- 1925 г. – Над Охайо претърпява катастрофа американският дирижабъл Шенъндоу, който е първият летателен апарат с хелий.
- 1939 г. – Втора световна война: Франция, Великобритания, Нова Зеландия и Австралия обявяват война на Нацистка Германия.
- 1941 г. – В концлагера Освиенцим е използван за първи път отровният газ Циклон Б.
- 1943 г. – Втората световна война: в Сицилианското село Касибиле е подписано Примирие на Италия с антихитлеристката коалиция с което Италия излиза от съюз с нацистка Германия, прекратява военните действия срещу Антихитлеристката коалиция и се задължава да обяви война на Германия и да участва в нея с армията си.
- 1944 г. – Министър-председателят Константин Муравиев спира изпълнението на всички смъртни наказания в България.
- 1944 г. – Холокост: Ане Франк, момичето което води дневник за Втората световна война, е качено заедно със семейството си на последния влак за концентрационния лагер Аушвиц.
- 1954 г. – САЩ въвеждат смъртно наказание за шпионаж в мирно време.
- 1963 г. – В София е открит Българският национален киноцентър.
- 1967 г. – В Швеция се пренаписват пътните закони, и се променя движението по пътищата към дясната страна.
- 1971 г. – Катар получава национална независимост.
- 1974 г. – В Пловдив се открива XXX юбилеен международен мострен панаир.
- 1974 г. – Създадена е гръцката социалдемократическа партия ПАСОК.
- 1976 г. – Космическия кораб Викинг 2 каца на Марс и предава първите цветни снимки на повърхността на планетата отблизо.
- 1989 г. – Самолетът при полет 9046 на „Кубана де Авиасион“ се разбива в жилищен район на Хавана малко след излитане от международното летище „Хосе Марти“, Хавана и убива 150 души.
- 1996 г. – Самолетът при полет 7081 на „Хемус Ер“ от Бейрут за София, е отвлечен от палестинеца Хазем Салах Абдула и приземен във Варна. Българските власти успяват да договорят освобождаването на всички 150 пътници на борда, след което похитителят излита със самолета и каца в Осло, Норвегия.
- 1997 г. – Самолетът при полет 815 на „Виетнам Еърлайнс“ катастрофира при заход за летището в Пном Пен, умират 64.
- 2004 г. – Терористичен акт в Беслан: Кризата приключва със смъртта на 344 души, повече от половината деца. Други 180 са обявени за безследно изчезнали.

## Родени
- 1499 г. – Диана дьо Поатие, френска благородничка († 1566 г.)
- 1859 г. – Жан Жорес, френски политик († 1914 г.)
- 1869 г. – Фриц Прегл, австрийски химик, Нобелов лауреат († 1930 г.)
- 1875 г. – Фердинанд Порше, германски конструктор на автомобили († 1951 г.)
- 1891 г. – Любомир Владикин, български юрист и писател († 1948 г.)
- 1893 г. – Денчо Марчевски, български писател († 1973 г.)
- 1900 г. – Ристо Кърле, македонски драматург († 1975 г.)
- 1900 г. – Урхо Кеконен, финландски политик и президент († 1986 г.)
- 1905 г. – Карл Дейвид Андерсън, американски физик, Нобелов лауреат през 1936 г. († 1991 г.)
- 1911 г. – Ернст Майстер, немски писател († 1979 г.)
- 1918 г. – Хелън Уогнър, американска актриса († 2010 г.)
- 1928 г. – Боян Мошелов, български волейболист († 2003 г.)
- 1929 г. – Ирини Папа, гръцка актриса († 2022 г.)
- 1931 г. – Самир Амин, египетски политикономист († 2018 г.)
- 1938 г. – Лидия Вълкова, българска актриса
- 1938 г. – Димитър Коклин, български художник-гримьор († 2014 г.)
- 1941 г. – Сергей Довлатов, руски писател († 1990 г.)
- 1949 г. – Петър VII, патриарх на Александрия († 2004 г.)
- 1949 г. – Хосе Пекерман, аржентински футболен треньор
- 1950 г. – Васил Найденов, български поп-певец
- 1950 г. – Малина Петрова, български кинорежисьор и сценарист († 2023 г.)
- 1953 г. – Жан-Пиер Жоне, френски филмов режисьор
- 1954 г. – Людмил Бонев, български скулптор († 2018 г.)
- 1955 г. – Стив Джоунс, британски музикант (Sex Pistols)
- 1962 г. – Костас Мандилор, австралийски актьор
- 1964 г. – Александър Станков, български футболист и треньор
- 1965 г. – Чарли Шийн, американски актьор
- 1970 г. – Гарет Саутгейт, английски футболист и треньор
- 1970 г. – Димитър Тотев, български футболист
- 1972 г. – Кевин Ричардсън, американски певец, Бекстрийт бойс
- 1974 г. – Мария Донева, българска поетеса
- 1976 г. – Самюъл Куфур, ганайски футболист
- 1977 г. – Олоф Мелберг, шведски футболист
- 1978 г. – Йордан Владев, български композитор
- 1983 г. – Габриел Саргисян, арменски шахматист
- 1985 г. – Скот Карсън, английски футболист
- 1986 г. – Шон Уайт, американски сноубордист и скейтбордист

## Починали
- 1592 г. – Робърт Грийн, английски писател
- 1634 г. – Едуард Кок, английски политик и юрист (* 1552 г.)
- 1653 г. – Клавдий Салмазий, френски лингвист и учен (* 1588 г.)
- 1658 г. – Оливър Кромуел, английски политик и държавник (* 1599 г.)
- 1667 г. – Алонсо Кано, испански скулптор (* 1601 г.)
- 1877 г. – Адолф Тиер, френски политик (* 1797 г.)
- 1880 г. – Вилхелм Вестмайер, немски композитор и пианист (* 1829 г.)
- 1883 г. – Иван Тургенев, руски писател (* 1818 г.)
- 1903 г. – Манол Розов, български революционер (* 1878 г.)
- 1948 г. – Едуард Бенеш, президент на Чехословакия (* 1884 г.)
- 1962 г. – Е. Е. Къмингс, поет авангардист (* 1894 г.)
- 1965 г. – Александър Бурмов, български историк (* 1911 г.)
- 1970 г. – Васил Гендов, първият български кинорежисьор (* 1891 г.)
- 1975 г. – Любомир Андрейчин, български езиковед (* 1910 г.)
- 1989 г. – Гаетано Ширеа, италиански футболист (* 1953 г.)
- 1990 г. – Веселин Йосифов, български писател, публицист и журналист (* 1920 г.)
- 1991 г. – Франк Капра, американски режисьор (* 1897 г.)
- 1994 г. – Били Райт, английски футболист (* 1924 г.)
- 2001 г. – Стефан Продев, български писател, есеист и публицист (* 1927 г.)
- 2004 г. – Андре Стил, френски писател и публицист (* 1921 г.)
- 2012 г. – Майкъл Кларк Дънкан, американски актьор (* 1957 г.)
- 2024 г. – Иван Гарелов, български журналист и телевизионен водещ (* 1943 г.)

## Празници
- Катар – Ден на независимостта (от Великобритания, 1971 г.)
- Сан Марино – Ден на републиката (най-старата република в света, 301 г., национален празник)
- Република Китай (Тайван) – Ден на армията, Ден на победата над Япония